# Afición al ferrocarril

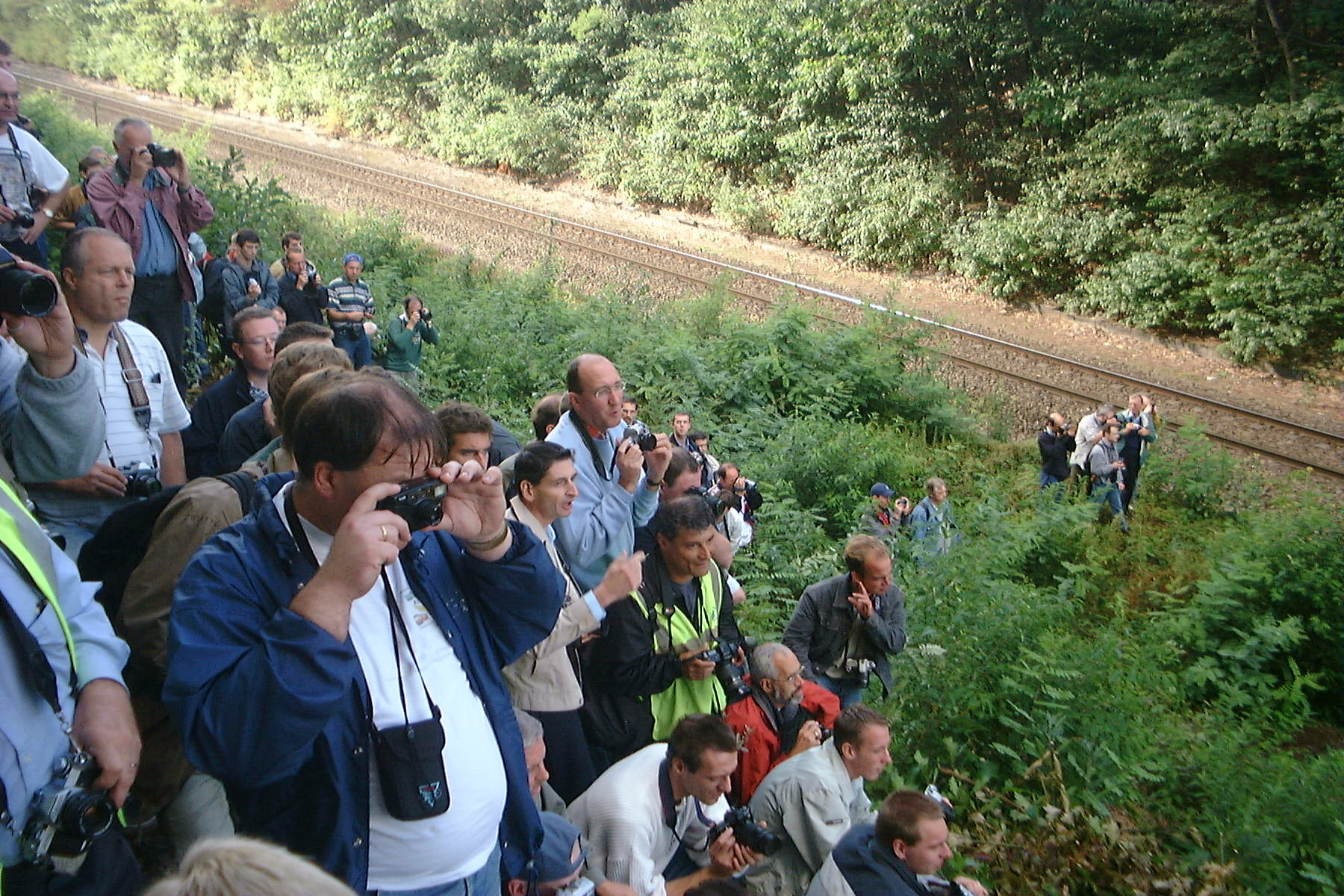
Varios aficionados en Bélgica, esperando el paso de un tren.

Un entusiasta o aficionado al ferrocarril, también conocido por el anglicismo railfan o trainspotter, es una persona que tiene un interés recreativo por los trenes y los sistemas de transporte ferroviario. Esta práctica está ampliamente difundida en el Reino Unido, Francia, Australia, Estados Unidos y países asiáticos como Japón o Corea del Sur.
Los fanáticos de los ferrocarriles a menudo combinan su interés con otros pasatiempos, especialmente la fotografía y la grabación en vídeo de trenes, el modelismo ferroviario, el estudio de la historia del ferrocarril y la participación en los esfuerzos de conservación de estaciones de ferrocarril y material rodante. Hay muchas revistas y sitios web dedicados a los aficionados a los ferrocarriles y a los entusiastas de los ferrocarriles, como por ejemplo la Railway Gazette International. La motivación para que alguien se interese por los ferrocarriles puede provenir de muchas fuentes.

## Actividades
La afición se extiende a todos los aspectos del mundo del ferrocarril. Los railfans pueden mostrar un interés particular en ciertos elementos tales como:
- Las locomotoras y el material rodante ferroviario.
- Las líneas ferroviarias, puentes, túneles, estaciones, cajas de señales y otras infraestructuras aún utilizadas o en desuso.
- Los metros y otros sistemas de tránsito ferroviario local.
- La historia del ferrocarril.
- La fotografía de trenes.
- Los libros y revistas sobre ferrocarriles.
- Los viajes en tren.
- La señalización ferroviaria.
- Jugar a simuladores de trenes.
- El modelismo ferroviario de ferrocarriles físicos y virtuales, colección de trenes de juguete y de ferrocarriles en miniatura.
- La colección de objetos ferroviarios, en particular: billetes, horarios, documentos ferroviarios, silbatos de locomotoras, placas de matrícula y de constructores, fotografías de constructores, insignias, uniformes, vajillas ferroviarias y otros objetos ferroviarios. Muchos artículos, como horarios y documentos ferroviarios (es decir, documentos ferroviarios internos), se recopilan para su estudio y no sólo como objetos de colección.
- El arte o arquitectura ferroviaria.
- Las operaciones ferroviarias, la economía o el comercio.
- La conservación y restauración de los ferrocarriles.
- Los cruces a nivel. Aquí es donde el aficionado a los ferrocarriles también puede interesarse por las señales del paso a nivel o de ferrocarril.
- El monitoreo de comunicaciones por radio ferroviarias con un escáner de radio.[14]